# St. Ulrich (Moringen)

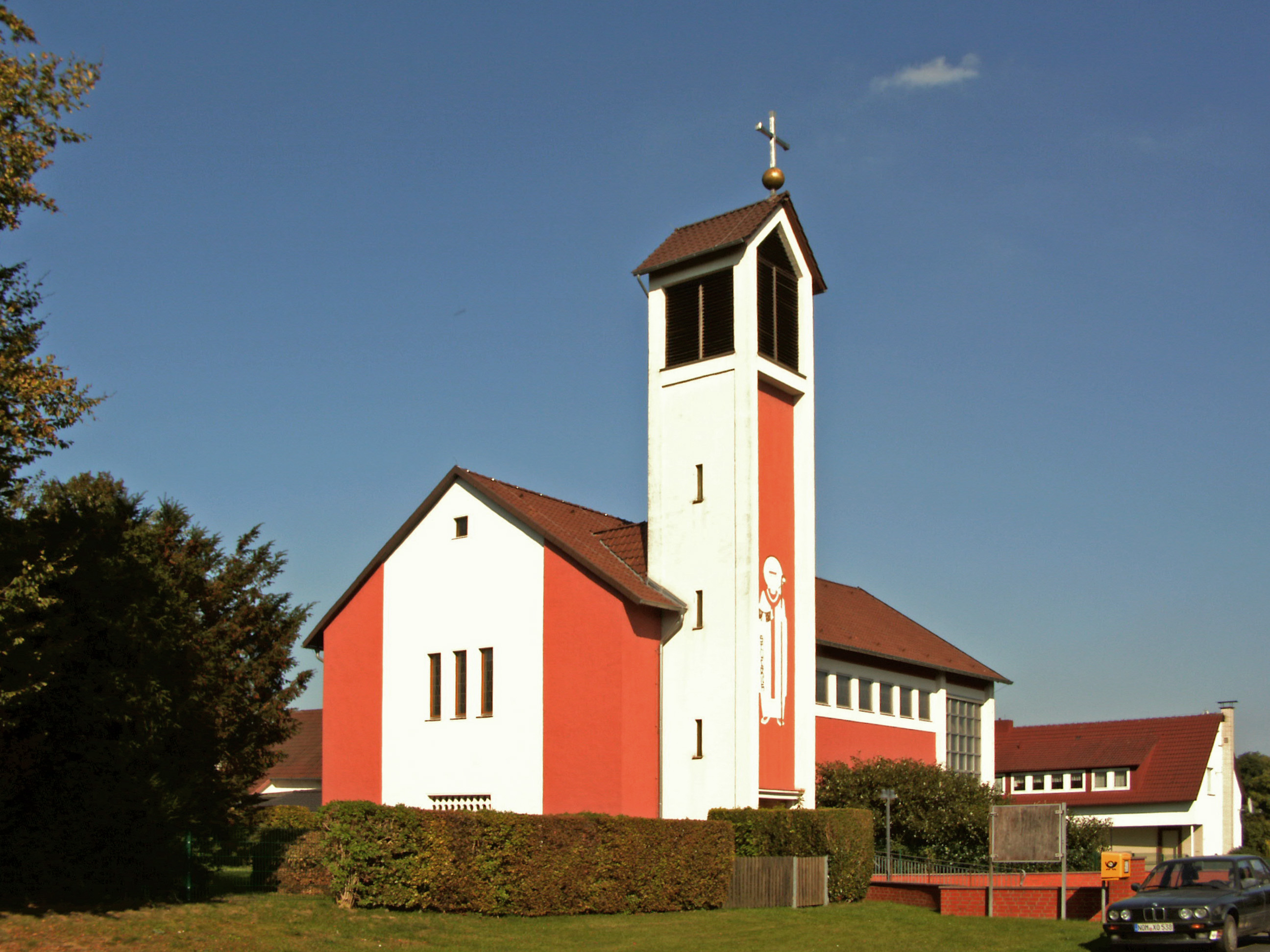
St.-Ulrich-Kirche

St. Ulrich ist die katholische Kirche in Moringen, einer Kleinstadt im Landkreis Northeim in Niedersachsen. Sie ist eine Filialkirche der Pfarrgemeinde Mariä Heimsuchung mit Sitz in Northeim, im Dekanat Nörten-Osterode des Bistums Hildesheim. Die Kirche wurde nach dem heiligen Ulrich von Augsburg benannt und befindet sich in der Tannenbergstraße 1 (Ecke Königsberger Straße).

## Geschichte
Mit Einführung der Reformation 1542 wurde die Einwohnerschaft von Moringen weitestgehend evangelisch-lutherisch. Die wenigen Katholiken gehörten zunächst zur Pfarrei Nörten-Hardenberg, von der aus gelegentlich katholischer Gottesdienst in der 1880 erbauten Anstaltskapelle in Moringen (heutige Krankenhauskirche im Maßregelvollzugszentrum) gehalten wurde. Ab 1894 gehörten die Moringer Katholiken zur neu gegründeten Pfarrei Northeim, die über eine bereits 1886 erbaute Kirche verfügte.
1944/45 lebten etwa 50 aus dem Rheinland evakuierte Katholiken in Moringen, in dieser Zeit fanden katholische Gottesdienste in der evangelischen Kirche von Moringen statt.
Nachdem sich in Folge des Zweiten Weltkriegs durch den Zuzug von katholischen Flüchtlingen und Heimatvertriebenen die Zahl der Katholiken in Moringen auf etwa 450 vergrößert hatte, wurde am 1. August 1946 in Moringen eine zur Pfarrgemeinde Nörten gehörende Pfarrvikarie errichtet. Sie umfasste neben Moringen die Ortschaften Berwartshausen, Blankenhagen, Fredelsloh, Lutterbeck, Nienhagen, Oldenrode und Schnedinghausen mit insgesamt knapp 1000 Katholiken. Mit der Seelsorge wurde der selbst heimatvertriebene Pfarrer Gerhard Liehr aus Alt Warthau (Landkreis Bunzlau, Erzbistum Breslau, Niederschlesien) beauftragt. Von Ostern 1946 an bis zum Bau der Kirche fanden die Gottesdienste in der Moringer Anstaltskapelle statt.
1955 wurde ein Kirchbauverein gegründet. Am 1. Juni 1959 erfolgte der erste Spatenstich, und bereits am 21. Juni die Grundsteinlegung. Am 19./20. Dezember 1959 folgte die Konsekration der neuerbauten Kirche durch Bischof Heinrich Maria Janssen. Am 1. April 1960 wurde die Kirchengemeinde (Kuratiegemeinde) Moringen eingerichtet, am 8. August 1976 wurde sie zur Pfarrei erhoben.
Seit 1994 hat Moringen keinen ortsansässigen katholischen Priester mehr. Am 15. August 1997 wurde eine die Kirchen in Kalefeld, Moringen und Northeim umfassende Seelsorgeeinheit errichtet. Seit dem 1. März 2004 gehört die Kirche zum damals neu gegründeten Dekanat Nörten-Osterode, zuvor gehörte sie zum Dekanat Nörten. Seit dem 1. November 2006 gehört die Kirche zur Pfarrgemeinde Mariä Heimsuchung in Northeim.

## Architektur und Ausstattung
Die Kirche wurde nach Plänen des Architekten Josef Bieling aus Kassel erbaut. In ihrem über 20 Meter hohen Turm befinden sich seit 1965 die von der Glockengießerei Otto hergestellten Glocken, die auf die Namen Anna, Barbara und Bonifatius geweiht sind. Sie haben die Schlagtonreihe: a – c – d. Die drei Bronzeglocken wiegen zusammen 1010 kg und haben folgende Durchmesser: 916 mm, 770 mm und 696 mm. Die 1959 von der Firma Herbert Kruse (Lohne) erbaute Orgel wurde 1963 von der Firma Gebr. Krell (Duderstadt) erweitert.